# Комплекснозначна функція
Комплекснозначна функція в теорії функцій дійсної змінної — функція, що набуває комплексних значень: {\displaystyle f\colon \mathbb {R} \to \mathbb {C} }.
Таку функцію можна подати у вигляді:
{\displaystyle f(x)=u(x)+iv(x)},
де {\displaystyle u(x)} і {\displaystyle v(x)} — дійсні функції. У цьому випадку функцію {\displaystyle u(x)} називають дійсною частиною функції {\displaystyle f(x)}, а {\displaystyle v(x)} — її уявною частиною. У зв'язку з таким розкладом, на комплекснозначні функції природно переносяться всі поняття, що вводяться для дійснозначних функцій, зокрема, комплекснозначна функція вважається неперервною (диференційовною, аналітичною, вимірною, гармонійною), якщо її дійсна і уявна частини є неперервними (диференційовними, аналітичними, вимірними, гармонійними) функціями. Інтеграл комплекснозначної функції {\displaystyle f(x)=u(x)+iv(x)} визначається так:
{\displaystyle \int \limits _{a}^{b}f(x)=\int \limits _{a}^{b}u(x)dx+i\int \limits _{a}^{b}v(x)dx} .
Однак не всі властивості, виконані для дійсної й уявної частини одночасно, можна поширити на комплекснозначні функції. Зокрема, для комплекснозначних функцій у загальному випадку не діє теорема Ролля, наприклад, похідна комплекснозначної функції дійсного аргументу:
{\displaystyle \sigma (x)=e^{ix}}
на інтервалі {\displaystyle [0,2\pi ]} не перетворюється на нуль, хоча в кінцевих точках відрізка значення функції рівні {\displaystyle (\sigma (0)=\sigma (2\pi )=1)}.